# Oroville (Waszyngton)
Oroville – miasto w Stanach Zjednoczonych, w stanie Waszyngton, w hrabstwie Okanogan.